# Памятник Б. М. Хитрово

Памятник Богдану Хитрово. Скульптор Олег Клюев. Архитектор Владимир Сергиенко

Фрагмент памятника

Памятник установлен в Ульяновске, на бульваре Новый Венец, 1 сентября 2008 года.

## История
Основателем города Симбирска, а ныне Ульяновска является Богдан Матвеевич Хитрово. Б. М. Хитрово — ближний боярин царя Алексея Михайловича. В 1648 г. был отправлен царем для строительства засечных черт вдоль реки Волги. Тут он и положил основание городу Симбирску — ныне Ульяновску. То было время обширной экспансии Российского государства на Среднюю Волгу. Симбирск был одним из многих укрепленных пунктов, заложенных в ту пору. Заложенная Хитрово крепость называлась поначалу Синбирск, переменили название уже позже.
Б. М. Хитрово — активный общественный деятель 17 века, основатель всемирно известной Оружейной палаты и крупных городов-крепостей Симбирска и Карсуна. Крепость, построенная Хитрово, располагалась там, где сейчас находится Соборная площадь (бывшая площадь им. Ленина). Оттуда открывался вид на очень большие расстояния, что давало возможность заранее видеть появление врагов, продвигавшихся вдоль правого берега Волги и контролировать передвижение проходящих по Волге судов. Город-крепость был основан в 1648 году и являлся в то время одним из укрепленных пунктов границ развивающегося Российского государства. Воеводе Богдану Хитрово на то время было всего лишь 33 года, он сделал блестящую карьеру при царе Алексее Михайловиче, позднее ведал Оружейным приказом (по сути, Министерством вооружений). Похоронен основатель Симбирска в Москве, на территории Новодевичьего монастыря.
Идея об установки памятника в его честь была предложена ещё в 2000 году. 5 марта 2005 году губернатором Ульяновска было принято решение об установке памятника. В апреле 2007 был проведен конкурс на лучший проект, по итогам которого лучшим был признан проект скульптора Олега Клюева.
После разрешения технических вопросов для установки памятника был выбран район педагогического университета и Мемориального центра. Такое местоположение выбрано для того, чтобы памятник был заметен с обоих мостов через Волгу. Здесь же открывается вид на Волгу и Императорский мост. Это один из самых больших памятников в центре города.
Открытие монумента было назначено на 12 июня 2008 года и приурочено к 360-летию со дня основания Симбирска-Ульяновска. Но памятник к назначенному времени подготовить не успели, и дату открытия монумента перенесли. Открытие памятника состоялось только 1 сентября 2008 года.
Монумент представляет собой фигуру Богдана Хитрово, восседающего на коне. Исторически достоверных изображений Хитрово не сохранилось, поэтому его лицо слепили произвольно. Рядом с ним расположена фигура будущего жителя города, держащего в руках знамя с ликом Спаса Нерукотворного.
Пятитонный монумент был отлит тольяттинскими скульпторами — литейщиками из бронзы. Высота памятника составляет 6,5 метров, из которых высота скульптуры 3,8 метров.

## Памятник в филателии
- В 2010 году Министерство связи России выпустило ХМК — «Ульяновск. Памятник основателю города Богдану Хитрово».